# Sidney Poitier
Sidney Poitier (Miami, 20 februari 1927 – Los Angeles, 6 januari 2022) was een Bahamaans-Amerikaans acteur en filmregisseur, en later diplomaat. Hij was een van de eerste grote zwarte filmsterren die grote, dramatische rollen speelden. Die kwamen tot dan enkel toe aan witte acteurs, in een tijd waarin zwarte acteurs gewoonlijk rollen kregen die stereotypen bevestigden. Hij was niet de eerste zwarte acteur die een Oscar kreeg, maar wel de eerste die hem kreeg voor een hoofdrol.

## Biografie
Poitier werd onverwacht vroeg geboren terwijl zijn Bahamaanse ouders Miami bezochten en daardoor werd hij automatisch Amerikaans staatsburger. Hij groeide op Cat Island op, een van de Bahama's, toen behorend tot de Britse koloniën. Zijn ouders waren arm en hij genoot slechts een basale opleiding. Als tiener vertrok hij naar de Verenigde Staten. Hij ging als medisch assistent werken bij het Amerikaanse leger. Hierna vertrok hij naar New York, waar hij auditie deed voor het American Negro Theater. Hij werd hier in eerste instantie afgewezen vanwege zijn zwaar Bahamaanse tongval. Na zes maanden spraakles werd hij alsnog aangenomen.
In 1946 maakte Poitier zijn toneeldebuut op Broadway in Lysistrata van Aristophanes. In 1950 maakte hij zijn filmdebuut in No Way Out als een zwarte dokter die een racist moet behandelen. Meer en grotere rollen volgden. Zijn grote doorbraak volgde met zijn rol als rebellerende student in The Blackboard Jungle uit 1955. In 1958 kreeg hij zijn eerste Oscar-nominatie voor zijn rol in Stanley Kramers The Defiant Ones. 
Hierna volgden meer films, waaronder Porgy and Bess (1959) en A Raisin in the Sun (1961). Deze laatste was een verfilming van het gelijknamige toneelstuk, geschreven door Lorraine Hansberry. Daarin speelde Poitier dezelfde rol (Walter Lee Younger) als in de theaterproductie op Broadway in 1959, waarvoor hij in 1960 genomineerd werd voor een Tony Award. In 1963 was hij de eerste zwarte acteur die een Oscar voor beste mannelijke hoofdrol kreeg, voor zijn rol in Lilies of the Field.
In 1967 speelde hij in enkele zeer succesvolle films: To Sir, with Love, als zwarte leraar op een lastige school in Londen, Guess Who's Coming to Dinner, als de zwarte verloofde van een blanke vrouw, en In the Heat of the Night, dat jaar de winnaar van de Oscar voor beste film. Daarin speelde hij een rechercheur die onderzoek deed naar een moord en te kampen kreeg met allerlei vooroordelen in de Zuidelijke Verenigde Staten.
In 1972 maakte Poitier zijn debuut als filmregisseur in The Buck and the Preacher. Hij regisseerde daarna meer films waarin hij zelf een hoofdrol speelde, zoals Uptown Saturday Night (1974), Let's Do It Again (1975) en Piece of the Action (1977). In 1980 regisseerde hij de komedie Stir Crazy met Gene Wilder en Richard Pryor in de hoofdrollen. Na nog twee films te hebben geregisseerd, Hanky Panky (1982) en Fast Forward (1985), verscheen hij in 1988 weer als acteur in de thriller Shoot to Kill en het spionagedrama Little Nikita.
In 1990 regisseerde hij het geflopte Ghost Dad met Bill Cosby. Datzelfde jaar speelde hij de rol van rechter Thurgood Marshall in de televisiefilm Separate But Equal. In 1992 was hij te zien in Sneakers en in 1997 in The Jackal.

### Andere activiteiten
Poitier was van 1995 tot 2003 lid van de raad van bestuur van The Walt Disney Company. Na zijn acteercarrière werd hij diplomaat: van april 1997 tot 2007 was hij voor de Bahama's ambassadeur in Japan. Tijdens diezelfde periode, van 2002 tot 2007, was hij ook ambassadeur voor de Bahama's bij de UNESCO.

### Privé
Poitier was twee keer getrouwd, de eerste keer met Juanita Hardy van 1950 tot 1965, de tweede keer met actrice Joanna Shimkus, van 1976 tot zijn overlijden. Hij had vier kinderen uit zijn eerste huwelijk, en twee uit zijn tweede.

## Prijzen en eerbewijzen

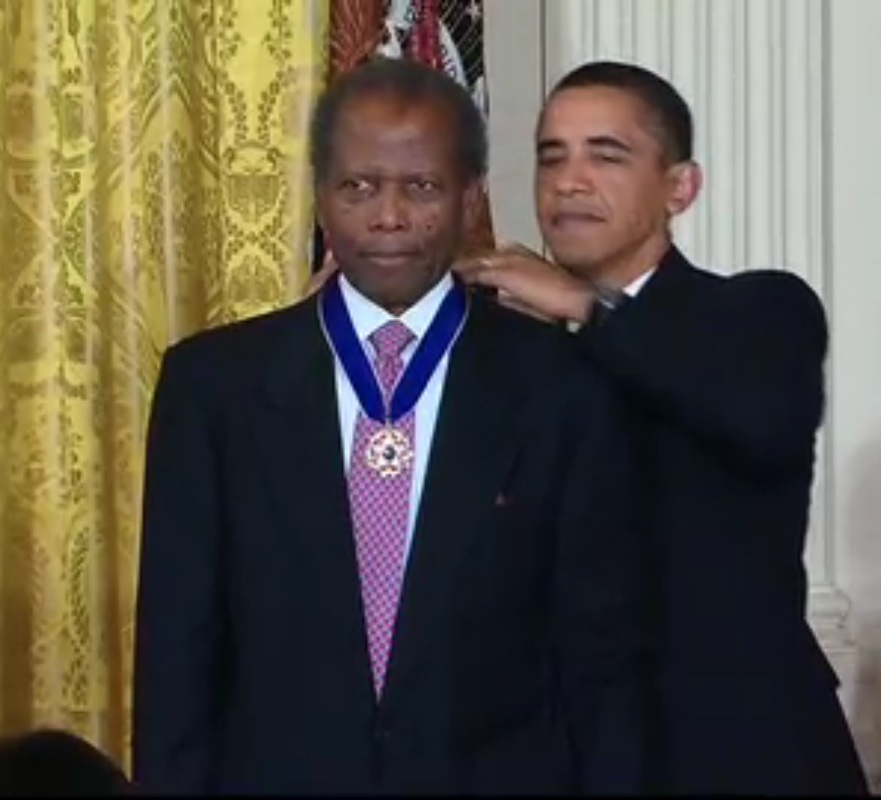
Sidney Poitier ontvangt de Presidential Medal of Freedom uit handen van president Barack Obama, 12 augustus 2009.

Poitier heeft talloze filmprijzen ontvangen en is vele malen daarvoor genomineerd. In 1974 werd hij benoemd tot Ridder Commandeur in de Orde van het Britse Rijk. In 2002 kreeg Poitier de Academy Honorary Award voor zijn bijdragen aan de filmindustrie. In 2009 kreeg hij van president Obama de Presidential Medal of Freedom, de hoogste onderscheiding die namens de Verenigde Staten aan burgers wordt toegekend.

## Filmografie

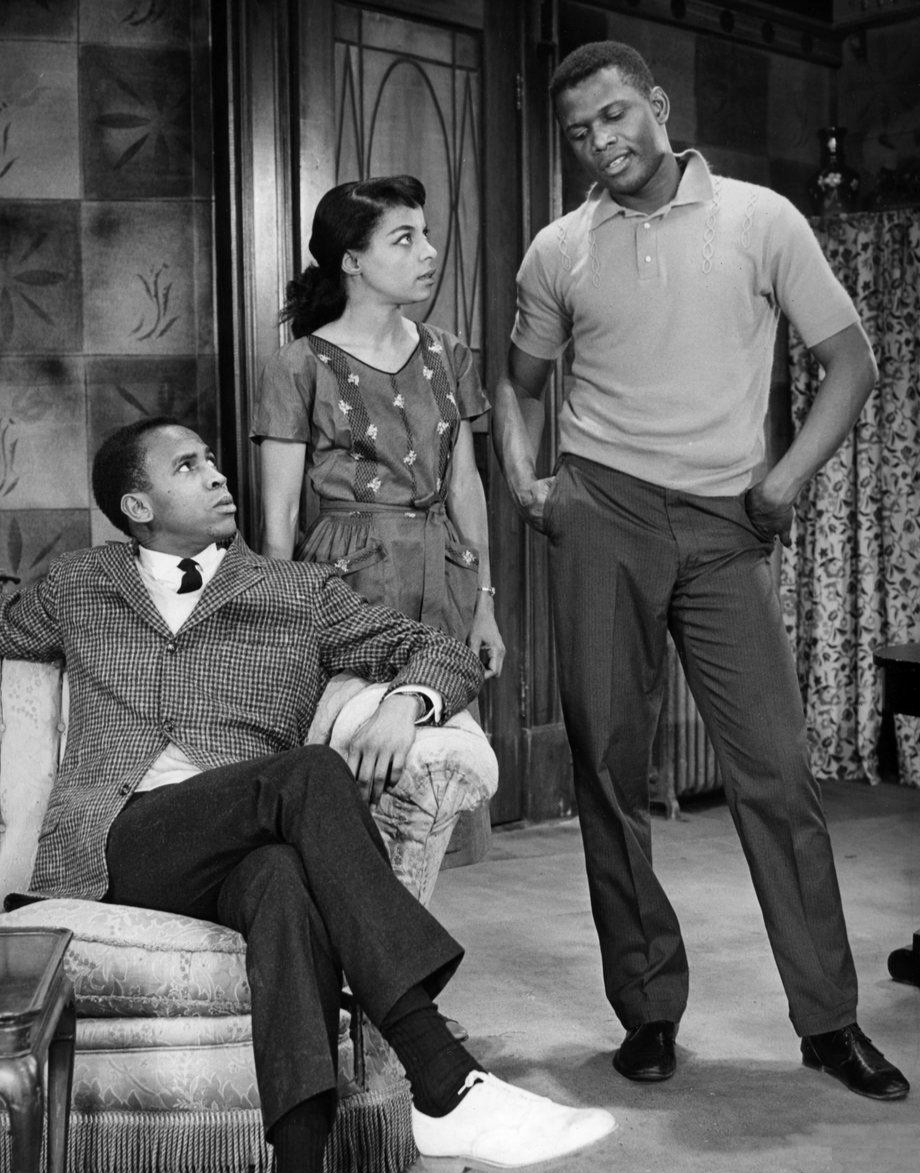
A Raisin in the Sun (1961), met Sidney Poitier (staand), Louis Gossett en Ruby Dee

### Als regisseur
- Buck and the Preacher (1972)
- A Warm December (1973)
- Uptown Saturday Night (1974)
- Let's Do It Again (1975)
- A Piece of the Action (1977)
- Stir Crazy (1980)
- Hanky Panky (1982)
- Fast Forward (1985)
- Ghost Dad (1990)